# Duane Ross
Randolph Duane Ross (* 5. Dezember 1972 in Shelby) ist ein ehemaliger US-amerikanischer Leichtathlet, der sich auf den Hürdenlauf spezialisiert hatte.
Den größten Erfolg seiner Karriere erzielte Ross mit dem Gewinn der Bronzemedaille im 110-Meter-Hürdenlauf bei den Leichtathletik-Weltmeisterschaften 1999 in Sevilla. Er erreichte das Ziel in persönlicher Bestleistung von 13,12 s hinter dem Briten Colin Jackson und Anier García aus Kuba.
Außerdem wurde Ross bei Leichtathletik-Hallenweltmeisterschaften zweimal Vierter im 60-Meter-Hürdenlauf (1997 in Paris und 1999 in Maebashi) und erreichte bei den Olympischen Spielen 2004 in Athen die Halbfinalrunde im 110-Meter-Hürdenlauf.
Aufgrund von Ermittlungsergebnissen aus der BALCO-Affäre wurde Ross im Februar 2010 von der US-amerikanischen Anti-Doping Agentur für zwei Jahre gesperrt. Darüber hinaus wurden seine sämtlichen Wettkampfergebnisse zum 2. November 2001 rückwirkend annulliert.
Duane Ross ist 1,83 m groß und hatte ein Wettkampfgewicht von 78 kg.

## Bestleistungen
- 110 m Hürden: 13,12 s, 25. August 1999, Sevilla
- 60 m Hürden (Halle): 7,42 s, 16. Februar 1999, Madrid